# Fußballklub 03 Pirmasens 2006-2007
Questa voce raccoglie le informazioni riguardanti il Fußballklub 03 Pirmasens nelle competizioni ufficiali della stagione 2006-2007.

## Stagione
Nella stagione 2006-2007 il Pirmasens, allenato da Robert Jung e Andreas Kamphues, concluse il campionato di Regionalliga sud al 17º posto e fu retrocesso in Oberliga. In Coppa di Germania il Pirmasens fu eliminato al secondo turno dall'Unterhaching.

## Rosa
| N. |                     | Ruolo | Calciatore          |
| -- | ------------------- | ----- | ------------------- |
| 1  | Germania (bandiera) | P     | Frank Steigelmann   |
| 2  | Germania (bandiera) | D     | Markus Lechner      |
| 3  | Germania (bandiera) | C     | Timo Reither        |
| 4  | Germania (bandiera) | D     | Patrick Hildebrandt |
| 5  | Germania (bandiera) | D     | Jens Träger         |
| 6  | Germania (bandiera) | D     | Timo Kriegshäuser   |
| 7  | Germania (bandiera) | D     | Jens Schaufler      |
| 8  | Germania (bandiera) | C     | Christoph Dengel    |
| 9  | Germania (bandiera) | A     | Sebastian Reich     |
| 10 | Germania (bandiera) | C     | Heiko Bzducha       |
| 11 | Germania (bandiera) | A     | Andreas Haas        |
| 12 | Germania (bandiera) | P     | Reiner Schwartz     |

| N. |                       | Ruolo | Calciatore          |
| -- | --------------------- | ----- | ------------------- |
| 13 | Germania (bandiera)   | C     | Attila Baum         |
| 15 | Germania (bandiera)   | C     | Aleksander Burch    |
| 16 | Germania (bandiera)   | A     | Christian Bolm      |
| 18 | Germania (bandiera)   | C     | Nico Weißmann       |
| 19 | Germania (bandiera)   | D     | Marco Steil         |
| 20 | Portogallo (bandiera) | A     | Miguel Carvalho     |
| 21 | Germania (bandiera)   | C     | Christoph Weller    |
| 22 | Turchia (bandiera)    | C     | Hakan Akten         |
| 23 | Germania (bandiera)   | C     | Tobias Zellner      |
| 23 | Germania (bandiera)   | A     | Marc Scherschel     |
| 24 | Germania (bandiera)   | P     | Sebastian Grub      |
| 25 | Germania (bandiera)   | C     | Michael Falkenmayer |

## Organigramma societario
Area tecnica
- Allenatore: Andreas Kamphues
- Allenatore in seconda:
- Preparatore dei portieri: Frank Wafzig
- Preparatori atletici:
- Analisi video:

## Calciomercato

### Sessione estiva
| Acquisti | Acquisti            | Acquisti          | Acquisti |
| R.       | Nome                | da                | Modalità |
| -------- | ------------------- | ----------------- | -------- |
| C        | Hakan Akten         | Kaiserslautern II |          |
| A        | Christian Bolm      | Magonza II        |          |
| C        | Michael Falkenmayer | Eintracht Treviri |          |
| A        | Michael Hunsicker   | Hauenstein        |          |
| C        | Tobias Zellner      | Engers            |          |

| Cessioni | Cessioni       | Cessioni                | Cessioni |
| R.       | Nome           | a                       | Modalità |
| -------- | -------------- | ----------------------- | -------- |
| A        | Steffen Moritz | RSV Würges              |          |
| A        | Halit Osmani   | Eintracht Bad Kreuznach |          |
| D        | Daniel Paulus  | TuS Hohenecken          |          |
| C        | Hasan Ramadani | Berliner AK 07          |          |

### Sessione invernale
| Acquisti | Acquisti     | Acquisti   | Acquisti |
| R.       | Nome         | da         | Modalità |
| -------- | ------------ | ---------- | -------- |
| A        | Andreas Haas | Hoffenheim |          |

| Cessioni | Cessioni          | Cessioni   | Cessioni |
| R.       | Nome              | a          | Modalità |
| -------- | ----------------- | ---------- | -------- |
| C        | Christian Slatnek | Hauenstein |          |
| D        | Fabian Ewertz     | Aalen      |          |
| A        | Michael Hunsicker | Hauenstein |          |

## Risultati

### Regionalliga

#### Girone di andata
| Arbitro: | Kempter |

|                                  |           |                              |
| Bergheim 14’ Schröder 81’ (rig.) | Marcatori | 49’ Carvalho 83’ Hildebrandt |

| Arbitro: | Wagner |

|                        |           |  |
| Weißmann 51’ Burch 87’ | Marcatori |  |

| Arbitro: | Achmüller |

|                        |           |           |
| Perchtold 58’ Weis 59’ | Marcatori | 45’ Burch |

| Arbitro: | Viktora |

|  |           |             |
|  | Marcatori | 77’ Wenczel |

| Arbitro: | Leicher |

|            |           |                     |
| Méndez 45’ | Marcatori | 55’ Reich 88’ Burch |

| Arbitro: | Walz |

|                  |           |                                               |
| Reich 15’ (rig.) | Marcatori | 10’ (aut.) Hildebrandt 36’ Lucic 44’ Agyemang |

| Arbitro: | Kircher |

|                                      |           |              |
| Hornig 38’ Jäger 51’, 56’ Sağlık 63’ | Marcatori | 81’ Weißmann |

| Arbitro: | Kristek |

|  |           |                                   |
|  | Marcatori | 61’, 77’ Bettenstaedt 66’ Banouas |

| Reutlingen 23 settembre 2006, ore 14:30 CEST 9ª giornata | Reutlingen | 0 – 0 referto | Pirmasens | Stadion an der Kreuzeiche (3 300 spett.)\| Arbitro: \| Sippel \| |
| Arbitro:                                                 | Sippel     |               |           |                                                                  |

| Arbitro: | Schumacher |

|  |           |                                |
|  | Marcatori | 6’ N'Gwat-Mahop 23’ Maierhofer |

| Arbitro: | Willenborg |

|                        |           |            |
| Hunsicker 6’ Reich 55’ | Marcatori | 47’ Parmak |

| Arbitro: | Gerber |

|                                           |           |  |
| König 3’ Willmann 22’, 66’ Catic 42’, 44’ | Marcatori |  |

| Arbitro: | Steinberg |

|  |           |                 |
|  | Marcatori | 13’, 78’ Göktan |

| Arbitro: | Blos |

|                       |           |  |
| Beyer 54’ J.César 79’ | Marcatori |  |

| Arbitro: | Stieler |

|  |           |                            |
|  | Marcatori | 12’, 59’ Paljić 55’ Copado |

| Arbitro: | Palilla |

|                                   |           |                     |
| Birk 2’ (rig.) Maas 59’ Iyodo 71’ | Marcatori | 57’ Bolm 78’ Dengel |

| Arbitro: | Wingenbach |

|  |           |                                      |
|  | Marcatori | 57’ (aut.) Falkenmayer 58’ Steegmann |

#### Girone di ritorno
| Arbitro: | Metzger |

|                             |           |                                |
| Dengel 31’ Reich 44’ (rig.) | Marcatori | 50’ (rig.) Strobel 88’ Türkeri |

| Arbitro: | Trautmann |

|           |           |                  |
| Akçam 66’ | Marcatori | 43’ (rig.) Reich |

| Arbitro: | Hartmann |

|  |           |            |
|  | Marcatori | 65’ Schuon |

| Arbitro: | Dittrich |

|                                           |           |             |
| Schlauderer 44’ Tölcseres 56’ Buchner 85’ | Marcatori | 13’ Bzducha |

| Arbitro: | Kampka |

|                                 |           |             |
| Haas 38’ Weißmann 47’ Burch 90’ | Marcatori | 66’ Beigang |

| Arbitro: | Stieler |

|                            |           |  |
| Rogosic 32’ Zimmermann 37’ | Marcatori |  |

| Arbitro: | Perl |

|                  |           |  |
| Reich 52’ (rig.) | Marcatori |  |

| Arbitro: | Aytekin |

|                  |           |          |
| Bettenstaedt 70’ | Marcatori | 41’ Haas |

| Arbitro: | Wenkel |

|           |           |          |
| Reich 25’ | Marcatori | 27’ Haas |

| Arbitro: | Pflaum |

|                |           |                      |
| Kokocinski 24’ | Marcatori | 45’ Zellner 69’ Haas |

| Stoccarda 22 aprile 2007, ore 15:00 CEST 28ª giornata | Kickers Stoccarda | 0 – 0 referto | Pirmasens | Gazi-Stadion auf der Waldau (2 890 spett.)\| Arbitro: \| Leicher \| |
| Arbitro:                                              | Leicher           |               |           |                                                                     |

| Arbitro: | Fritz |

|  |           |                       |
|  | Marcatori | 30’ Cenci 85’ Popović |

| Arbitro: | Achmüller |

|                                           |           |  |
| Adler 51’ Cholevas 74’ Baumgartlinger 78’ | Marcatori |  |

| Arbitro: | Blos |

|                    |           |  |
| Haas 59’ Reich 89’ | Marcatori |  |

| Arbitro: | Viktora |

|                      |           |           |
| Marić 22’ Paljić 84’ | Marcatori | 80’ Steil |

| Arbitro: | Schlutius |

|                 |           |  |
| Hildebrandt 69’ | Marcatori |  |

| Arbitro: | Karle |

|                                                      |           |                      |
| Okic 27’, 55’ Steegmann 30’ Wingerter 33’ Sailer 69’ | Marcatori | 61’ Dengel 77’ Reich |

### Coppa di Germania
| Arbitro: | Schalk |

|                                              |                      |                              |
| Zellner 64’                                  | Marcatori            | 83’ Klasnić                  |
| Hildebrandt Schaufler Reich Zellner Carvalho | Tiri di rigore 4 – 2 | Klasnić Pasanen Almeida Womé |

| Arbitro: | Winkmann |

|  |           |                                |
|  | Marcatori | 21’, 37’ Kolomazník 86’ Custos |

## Statistiche

### Statistiche di squadra
| Competizione      | Punti | In casa | In casa | In casa | In casa | In casa | In casa | In trasferta | In trasferta | In trasferta | In trasferta | In trasferta | In trasferta | Totale | Totale | Totale | Totale | Totale | Totale | DR  |
| Competizione      | Punti | G       | V       | N       | P       | Gf      | Gs      | G            | V            | N            | P            | Gf           | Gs           | G      | V      | N      | P      | Gf     | Gs     | DR  |
| ----------------- | ----- | ------- | ------- | ------- | ------- | ------- | ------- | ------------ | ------------ | ------------ | ------------ | ------------ | ------------ | ------ | ------ | ------ | ------ | ------ | ------ | --- |
| Regionalliga sud  | 31    | 17      | 6       | 2       | 9       | 15      | 24      | 17           | 2            | 5            | 10           | 16           | 37           | 34     | 8      | 7      | 19     | 31     | 61     | -30 |
| Coppa di Germania | -     | 2       | 0       | 1       | 1       | 1       | 4       | 0            | 0            | 0            | 0            | 0            | 0            | 2      | 0      | 1      | 1      | 1      | 4      | -3  |
| Totale            | 31    | 19      | 6       | 3       | 10      | 16      | 28      | 17           | 2            | 5            | 10           | 16           | 37           | 36     | 8      | 8      | 20     | 32     | 65     | -33 |

### Andamento in campionato
| Giornata  | 1 | 2 | 3 | 4  | 5 | 6  | 7  | 8  | 9  | 10 | 11 | 12 | 13 | 14 | 15 | 16 | 17 | 18 | 19 | 20 | 21 | 22 | 23 | 24 | 25 | 26 | 27 | 28 | 29 | 30 | 31 | 32 | 33 | 34 |
| --------- | - | - | - | -- | - | -- | -- | -- | -- | -- | -- | -- | -- | -- | -- | -- | -- | -- | -- | -- | -- | -- | -- | -- | -- | -- | -- | -- | -- | -- | -- | -- | -- | -- |
| Luogo     | T | C | T | C  | T | C  | T  | C  | T  | C  | C  | T  | C  | T  | C  | T  | C  | C  | T  | C  | T  | C  | T  | C  | T  | C  | T  | T  | C  | T  | C  | T  | C  | T  |
| Risultato | N | V | P | P  | V | P  | P  | P  | N  | P  | V  | P  | P  | P  | P  | P  | P  | N  | N  | P  | P  | V  | P  | V  | N  | N  | V  | N  | P  | P  | V  | P  | V  | P  |
| Posizione | 7 | 4 | 9 | 11 | 7 | 10 | 13 | 15 | 16 | 17 | 16 | 16 | 16 | 17 | 17 | 17 | 17 | 17 | 17 | 17 | 17 | 17 | 17 | 17 | 17 | 17 | 17 | 17 | 17 | 17 | 17 | 17 | 17 | 17 |

Legenda:

Luogo: C = Casa; T = Trasferta. Risultato: V = Vittoria; N = Pareggio; P = Sconfitta.

### Statistiche dei giocatori
| Giocatore       | Regionalliga sud | Regionalliga sud | Regionalliga sud | Regionalliga sud | Coppa di Germania | Coppa di Germania | Coppa di Germania | Coppa di Germania | Totale   | Totale | Totale      | Totale     |
| Giocatore       | Presenze         | Reti             | Ammonizioni      | Espulsioni       | Presenze          | Reti              | Ammonizioni       | Espulsioni        | Presenze | Reti   | Ammonizioni | Espulsioni |
| --------------- | ---------------- | ---------------- | ---------------- | ---------------- | ----------------- | ----------------- | ----------------- | ----------------- | -------- | ------ | ----------- | ---------- |
| H. Akten        | 8                | 0                | 0                | 0                | 1                 | 0                 | 0                 | 0                 | 9        | 0      | 0           | 0          |
| A. Baum         | 21               | 0                | 4                | 0                | 0                 | 0                 | 0                 | 0                 | 21       | 0      | 4           | 0          |
| C. Bolm         | 20               | 1                | 1                | 0                | 2                 | 0                 | 0                 | 0                 | 22       | 1      | 1           | 0          |
| A. Burch        | 26               | 4                | 3                | 1                | 1                 | 0                 | 0                 | 0                 | 27       | 4      | 3           | 1          |
| H. Bzducha      | 22               | 1                | 5                | 0                | 0                 | 0                 | 0                 | 0                 | 22       | 1      | 5           | 0          |
| M. Carvalho     | 21               | 1                | 3                | 1                | 2                 | 0                 | 0                 | 1                 | 23       | 1      | 3           | 2          |
| C. Dengel       | 19               | 3                | 4                | 0                | 0                 | 0                 | 0                 | 0                 | 19       | 3      | 4           | 0          |
| F. Ewertz       | 1                | 0                | 0                | 0                | 0                 | 0                 | 0                 | 0                 | 1        | 0      | 0           | 0          |
| M. Falkenmayer  | 31               | 0                | 3                | 0                | 2                 | 0                 | 0                 | 0                 | 33       | 0      | 3           | 0          |
| S. Grub         | 0                | 0                | 0                | 0                | 0                 | 0                 | 0                 | 0                 | 0        | 0      | 0           | 0          |
| A. Haas         | 8                | 4                | 0                | 0                | 0                 | 0                 | 0                 | 0                 | 8        | 4      | 0           | 0          |
| P. Hildebrandt  | 25               | 2                | 4                | 2                | 1                 | 0                 | 1                 | 0                 | 26       | 2      | 5           | 2          |
| M. Hunsicker    | 9                | 1                | 2                | 0                | 2                 | 0                 | 0                 | 0                 | 11       | 1      | 2           | 0          |
| T. Kriegshäuser | 32               | 0                | 3                | 0                | 2                 | 0                 | 0                 | 0                 | 34       | 0      | 3           | 0          |
| M. Lechner      | 30               | 0                | 4                | 0                | 2                 | 0                 | 1                 | 0                 | 32       | 0      | 5           | 0          |
| S. Reich        | 33               | 9                | 6                | 0                | 2                 | 0                 | 0                 | 0                 | 35       | 9      | 6           | 0          |
| T. Reither      | 3                | 0                | 0                | 0                | 0                 | 0                 | 0                 | 0                 | 3        | 0      | 0           | 0          |
| J. Schaufler    | 24               | 0                | 5                | 0                | 2                 | 0                 | 0                 | 0                 | 26       | 0      | 5           | 0          |
| M. Scherschel   | 5                | 0                | 0                | 0                | 0                 | 0                 | 0                 | 0                 | 5        | 0      | 0           | 0          |
| R. Schwartz     | 7                | 0                | 0                | 0                | 2                 | 0                 | 0                 | 0                 | 9        | 0      | 0           | 0          |
| C. Slatnek      | 3                | 0                | 0                | 0                | 0                 | 0                 | 0                 | 0                 | 3        | 0      | 0           | 0          |
| F. Steigelmann  | 28               | 0                | 0                | 0                | 0                 | 0                 | 0                 | 0                 | 28       | 0      | 0           | 0          |
| M. Steil        | 29               | 1                | 5                | 0                | 2                 | 0                 | 1                 | 0                 | 31       | 1      | 6           | 0          |
| J. Träger       | 0                | 0                | 0                | 0                | 0                 | 0                 | 0                 | 0                 | 0        | 0      | 0           | 0          |
| N. Weißmann     | 27               | 3                | 6                | 0                | 2                 | 0                 | 1                 | 0                 | 29       | 3      | 7           | 0          |
| C. Weller       | 11               | 0                | 0                | 0                | 1                 | 0                 | 0                 | 0                 | 12       | 0      | 0           | 0          |
| T. Zellner      | 24               | 1                | 5                | 1                | 1                 | 1                 | 0                 | 0                 | 25       | 2      | 5           | 1          |